# Eddie Hodges
Eddie Hodges (Hattiesburg, 5 maart 1947) is een Amerikaanse zanger en acteur.

## Carrière
Eddie Hodges startte reeds vanaf 1953 in New York met zijn carrière. Als eerste trad hij op in tv-shows zoals de Jackie Gleason Show. Nadat hij in de quiz Name That Tune 25.000 US-dollar had gewonnen, was zijn populariteit aanzienlijk gegroeid en kreeg hij in 1959 de rol van de zoon van Frank Sinatra in de film A Hole in the Head. Er volgde een reeks van filmrollen, bijvoorbeeld als Huckleberry Finn in Michael Curtiz' boekverfilming The Adventures of Huckleberry Finn (1960) en als zoon van Henry Fonda in Advise and Consent (1962). Hodges telde voor enkele jaren als teenageridool, wat de platenindustrie ook was opgevallen. Van 1961 tot 1965 kon Hodges meerdere hits zowel in de Verenigde Staten alsook in de Britse hitlijst plaatsen. Zijn succesvolste nummer was I'm gonna knock on your door (1961), dat zich klasseerde op de 11e plaats van de Billboard Hot 100.

## Privéleven
Op het eind van de jaren 1960 diende Hodges als soldaat tijdens de Vietnamoorlog. Aansluitend keerde hij niet naar Hollywood terug, maar studeerde hij psychologie aan de University of Southern Mississippi. In dit beroepsgebied werkte hij tot aan zijn pensionering enkele jaren geleden. Hij is gescheiden en is vader van twee kinderen.

## Hitsingles
- 1961: I'm gonna knock on your door
- 1962: Bandit of my dreams
- 1962: (Girls, girs, girls) Made to love
- 1965: New Orleans

### NPO Radio 2 Top 2000
| Nummer met noteringen in de NPO Radio 2 Top 2000 | '99  | '00  | '01  | '02  | '03  |
| ------------------------------------------------ | ---- | ---- | ---- | ---- | ---- |
| I'm gonna knock on your door                     | 1524 | 1671 | 1959 | 1613 | 1883 |

1. ↑  Een vetgedrukt getal geeft de hoogste notering aan.
2. ↑  Deze tabel is bijgewerkt tot en met de laatste editie (2024).

## Filmografie (selectie)
- 1959: A Hole in the Head
- 1960: The adventures of Huckleberry Finn
- 1961: Advise and Consent
- 1963: Summer Magic
- 1965: Bonanza (tv-serie, 1 aflevering)
- 1967: The Happiest Millionaire
- 1967: C'mon, Let's Live a Little
- 1968: Live a Little, Love a Little
- 1969: Family Affair (tv-serie, 1 aflevering)

- Bibliothèque nationale de France: cb14187349d (data)
- International Standard Name Identifier: 0000 0003 7422 9521
- Library of Congress Control Number: no00002600
- MusicBrainz: 48002ebe-e4d7-44ec-821d-89422d91d8cd
- Nationale Bibliotheek van Israël: 987007349436505171
- SNAC: w6d34pmf
- Virtual International Authority File: 1293149296267080670009
- WorldCat: E39PBJdRwmK4VW7t6ywWPJFxjC